# Ostedes variegata
Ostedes variegata là một loài bọ cánh cứng trong họ Cerambycidae.